# Karl Goos
Karl Goos (n. 9 aprilie 1844, Sighișoara - d. 23 iunie 1881, Sighișoara) a fost un istoric și profesor român.

## Biografie
După ce finalizează studiile secundare în orașul său natal, studiază istoria, teologia, și filologia clasică la Heidelberg, Jena și Berlin. Reîntors în țară, devine profesor secundar la Sighișoara. 
Pasiunea sa pentru știința arheologiei ia naștere încă din timpul studenției, când interesat de săpăturile și cercetările arheologice, începe să facă primii pași în domeniul care urma apoi să-l consacreze. Studiile arheologice le continuă și în Transilvania. El se numără printre primii cercetători români moderni ai Daciei Traiane. În cercetările sale a abordat o atitudine marcată de rigurozitate și metodică.